# Тетюшский район
Тетю́шский райо́н (тат. Тәтеш районы) — административно-территориальная единица и муниципальное образование (муниципальный район) в составе Республики Татарстан Российской Федерации. Административный центр — город Тетюши. На 2020 год численность населения составляет 21 584 человека.
Первые поселения на современной территории Тетюшского района стали появляться около V—VI до н. э., однако датой основания города Тетюши считается 1578 год, когда после взятия Казани и падения Казанского ханства русские воеводы образовали на правом берегу Волги укрепление для защиты Поволжья. В 1781 году Тетюши получил статус уездного города. Тетюшский район был образован в 1930 году.
В регионе активно развивают сферы сельского хозяйства и туризма. В Тетюшском районе расположен историко-архитектурный природный парк «Долгая Поляна», на территории которого находится построенная усадьба графа Молоствова — одна из немногих сохранившихся в изначальном виде сельских дворянских усадеб на территории бывшей Казанской губернии.

## География
На юге район граничит с Ульяновской областью, на западе — с Буинским районом, в северной части — с Апастовским и Камско-Устьинским районами Республики Татарстана.
Тетюшский район расположен в юго-западной части Татарстана, на правом берегу Куйбышевского водохранилища — Приволжской возвышенности. На его территории имеются возвышенности «Тетюшские горы», крутизна склонов которых достигает 50 градусов, а высота — 235 метров. Кроме них есть Щучьи и Ундорские горы. Крупнейшая районная река — Свияга. Другие крупные реки (общей длиной более 20 км): Улема, Кильна и её приток Беденьга, Мордовская (приток Волги).

### Климат
Район расположен в Предволжском климатическом районе, которому характерно влажное и тёплое лето, прохладная и умеренно снежная зима. За счёт расположения на плато территория оказывается хорошо увлажнённой — годовое количество осадков достигает 520 мм, за тёплый сезон может выпадать 335 мм. Средняя температура июля +19,5°, января — −13,5°, что мягче, чем в большинстве районов Татарстана.

## Герб и флаг
За основу районного герба взят герб города Тетюши Казанского Наместничества, утверждённый 18 октября 1871 года. По центру изображены волнистые серебряные полосы, символизирующие географическое положение района на берегу Куйбышевского водохранилища. Красный цвет герба отражает мужество, силу, труд, красоту, а серебро — чистоту, совершенство, мир, взаимопонимание. Флаг повторяет изображение герба.

## История

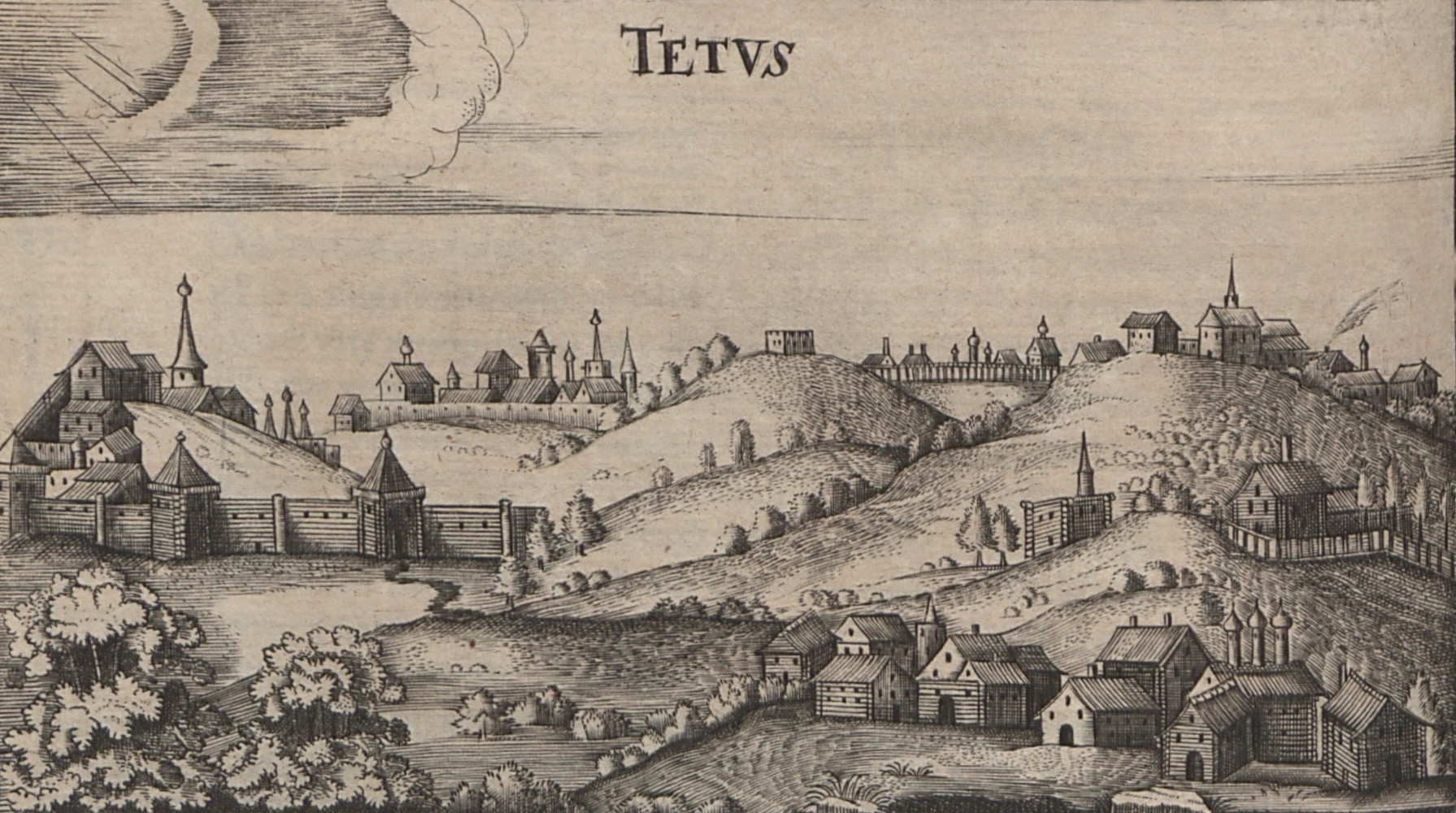
Гравюра Тетюшей

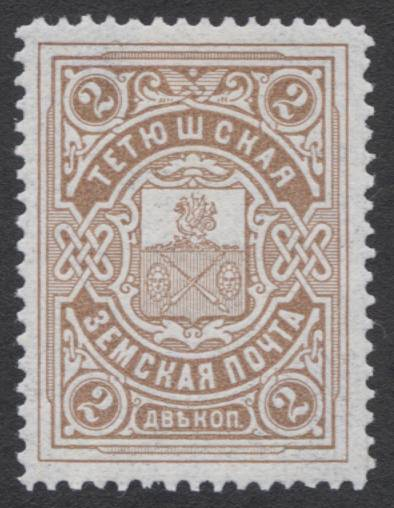
Марка Тетюшский уезда

В начале 1920 годов на окраине города были обнаружены следы древних поселений, относящиеся к периоду от V—VI до н. э. до XVI века н. э. Считается, что изначально в районе поселились представители племенного объединения буртасы, а затем — булгары и татары. В окрестностях Тетюши был найден и крупный могильник X века, относящийся к булгарскому периоду.
Официальной датой образования города Тетюши считается 1578 год, когда после взятия Казани и падения Казанского ханства русские воеводы образовали на этом берегу реки укрепление для защиты Поволжья. Считается, что название Тетюши происходит от имени старца Тетешы — главы нескольких семей, которые поселились в этих землях после разгрома Булгара Тимуром.
В 1781 году Тетюши обрел статус уездного города. Благодаря выгодному расположению на берегу Волги, в городе часто организовывали торговые ярмарки. Местные торговцы в основном торговали хлебной выпечкой, тетюшский калач даже стал неофициальным символом города. С середины XIX века до XX века больше половины населения города Тетюши составляли представители мещанства и купечества, а четвёртую часть — крестьяне. Почётные граждане, духовенство, привилегированные сословия дворянства являлись самой малочисленной категорией. Несмотря на административный статус уездного города, уклад жизни большинства жителей оставался сельским — горожане строили приусадебные участки, выращивали хлеб, занимались животноводством, излишек продукции продавали.
До 1920 года территория принадлежала Тетюшскому уезду Казанской губернии, в 1920—1927 годах находилась в составе Тетюшского кантона ТАССР, а с 1927 по 1930 годы была в Буинском кантоне.
Тетюшский район был образован 10 августа 1930 года. 12 октября 1959 года в состав Тетюшского района вошла территория упразднённого Большетарханского района.
С 2012 по 2014 годы районом руководил Валерий Сергеевич Чершинцев, до него главой был Мухаррям Мансурович Ибятов. С 2014 года район возглавляет Рамис Хатыпович Сафиуллов, в прошлом — глава сельскохозяйственного предприятия «Колос».

## Население
| 1939    | 1959    | 1970    | 1979    | 1989    | 2002    | 2003    | 2004    | 2005    |
| ------- | ------- | ------- | ------- | ------- | ------- | ------- | ------- | ------- |
| 37 459  | ↗46 052 | ↘42 602 | ↘35 515 | ↘27 812 | ↘27 040 | ↗27 700 | ↘26 800 | ↘25 931 |
| 2006    | 2007    | 2008    | 2009    | 2010    | 2011    | 2012    | 2013    | 2014    |
| ↘25 588 | ↘25 287 | ↘24 990 | →24 990 | ↘24 875 | ↘24 739 | ↘24 379 | ↘24 048 | ↘23 674 |
| 2015    | 2016    | 2017    | 2018    | 2019    | 2021    |         |         |         |
| ↘23 441 | ↘23 141 | ↘22 828 | ↘22 424 | ↘22 042 | ↘20 648 |         |         |         |

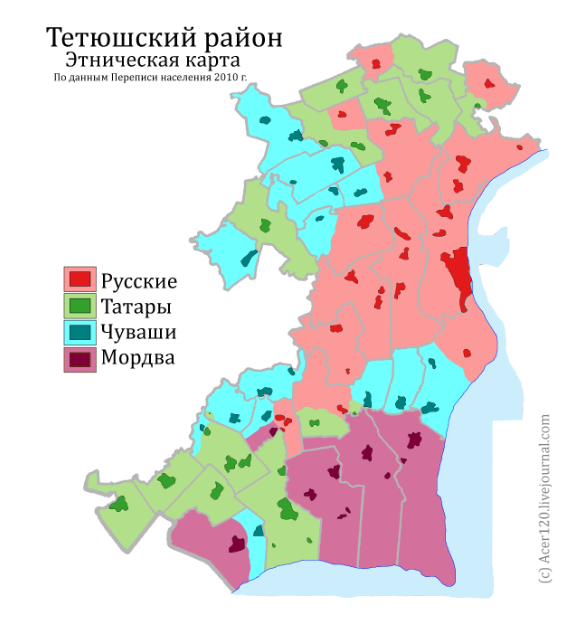
Этническая карта Тетюшского района

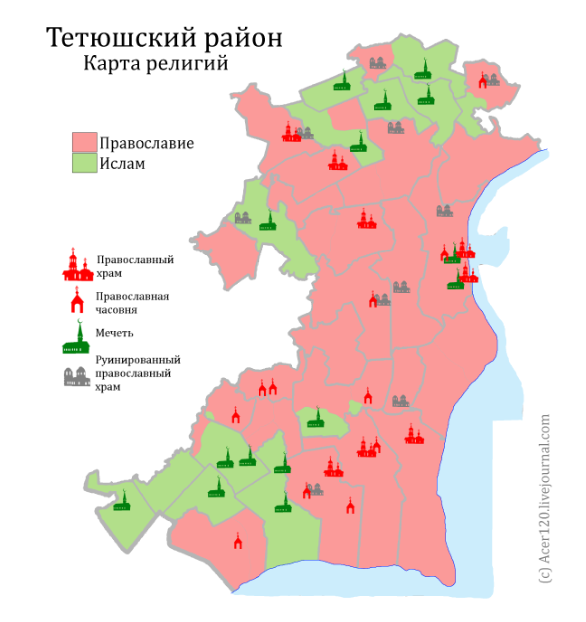
Религиозная карта Тетюшского района

По состоянию на 2020 год, численность населения района составляет 21 584 человек. В городских условиях (город Тетюши) проживают 51,02% населения района. Территория района является местом традиционного проживания для нескольких национальностей: первое место по количеству занимают русские — 41,4 %, татары — 30,7 %, чуваши — 18,6 %, мордва — 8,4 % (наивысшая доля мордовского населения в республике). Тетюшский район один из 10 районов республики, где русские составляют большинство. Данные даны по результатам переписи 2020 года (из числа указавших национальность).

## Муниципально-территориальное устройство
В Тетюшском муниципальном районе 1 городское и 20 сельских поселений и 75 населённых пунктов в их составе.
| №        | Муниципальное образование                | Административный центр  | Количество населённых пунктов | Население | Площадь, км² |
| -------- | ---------------------------------------- | ----------------------- | ----------------------------- | --------- | ------------ |
| 1e-06    | Городское поселение                      |                         |                               |           |              |
| 1        | город Тетюши                             | город Тетюши            | 3                             | ↘10 553   |              |
| 1.000002 | Сельские поселения                       |                         |                               |           |              |
| 2        | Алабердинское сельское поселение         | село Алабердино         | 1                             | ↘439      |              |
| 3        | Байрашевское сельское поселение          | село Байрашево          | 1                             | ↘289      |              |
| 4        | Бакрчинское сельское поселение           | село Бакрчи             | 6                             | ↘741      |              |
| 5        | Беденьгинское сельское поселение         | село Татарская Беденьга | 1                             | ↘307      |              |
| 6        | Бессоновское сельское поселение          | село Бессоново          | 2                             | ↘360      |              |
| 7        | Большеатрясское сельское поселение       | село Большие Атряси     | 3                             | ↘505      |              |
| 8        | Большетарханское сельское поселение      | село Большие Тарханы    | 4                             | ↘1203     |              |
| 9        | Большетурминское сельское поселение      | село Большая Турма      | 3                             | ↘397      |              |
| 10       | Большешемякинское сельское поселение     | село Большое Шемякино   | 5                             | ↘917      |              |
| 11       | Жуковское сельское поселение             | деревня Жуково          | 5                             | ↘546      |              |
| 12       | Кильдюшевское сельское поселение         | село Кильдюшево         | 2                             | ↘377      |              |
| 13       | Киртелинское сельское поселение          | село Киртели            | 4                             | ↘498      |              |
| 14       | Кляшевское сельское поселение            | село Кляшево            | 2                             | ↘731      |              |
| 15       | Кошки-Новотимбаевское сельское поселение | село Кошки-Новотимбаево | 7                             | ↘344      |              |
| 16       | Льяшевское сельское поселение            | село Льяшево            | 3                             | ↘386      |              |
| 17       | Монастырское сельское поселение          | село Монастырское       | 5                             | ↘489      |              |
| 18       | Нармонское сельское поселение            | село Нармонка           | 5                             | ↘736      |              |
| 19       | Сюндюковское сельское поселение          | село Сюндюково          | 2                             | ↘396      |              |
| 20       | Урюмское сельское поселение              | село Пролей-Каша        | 6                             | ↘1142     |              |
| 21       | Федоровское сельское поселение           | село Федоровка          | 5                             | ↘348      |              |

| №  | Населённый пункт     | Тип     | Население | Муниципальное образование                |
| -- | -------------------- | ------- | --------- | ---------------------------------------- |
| 1  | Алабердино           | село    | ↘444      | Алабердинское сельское поселение         |
| 2  | Алекина Поляна       | село    |           | Федоровское сельское поселение           |
| 3  | Баймат               | деревня |           | Монастырское сельское поселение          |
| 4  | Байрашево            | село    | 278       | Байрашевское сельское поселение          |
| 5  | Бакрчи               | село    |           | Бакрчинское сельское поселение           |
| 6  | Берлек               | деревня |           | Жуковское сельское поселение             |
| 7  | Бессоново            | село    |           | Бессоновское сельское поселение          |
| 8  | Богдашкино           | село    | ↘299      | Урюмское сельское поселение              |
| 9  | Большая Турма        | село    |           | Большетурминское сельское поселение      |
| 10 | Большие Атряси       | село    |           | Большеатрясское сельское поселение       |
| 11 | Большие Тарханы      | село    | ↘934      | Большетарханское сельское поселение      |
| 12 | Большое Бисярино     | село    |           | Льяшевское сельское поселение            |
| 13 | Большое Шемякино     | село    |           | Большешемякинское сельское поселение     |
| 14 | Васильевка           | деревня |           | Киртелинское сельское поселение          |
| 15 | Верхние Тарханы      | село    |           | Бессоновское сельское поселение          |
| 16 | Вожжи                | деревня |           | Сюндюковское сельское поселение          |
| 17 | Долгая Поляна        | деревня | ↗17       | Монастырское сельское поселение          |
| 18 | Жуково               | деревня |           | Жуковское сельское поселение             |
| 19 | Зеленовка            | село    |           | Нармонское сельское поселение            |
| 20 | Ивановка             | деревня |           | Урюмское сельское поселение              |
| 21 | Ивановка             | деревня |           | Кошки-Новотимбаевское сельское поселение |
| 22 | Ильинское            | деревня |           | Монастырское сельское поселение          |
| 23 | Иоково               | село    |           | Жуковское сельское поселение             |
| 24 | Кадышево             | село    |           | Киртелинское сельское поселение          |
| 25 | Кашка                | село    |           | Урюмское сельское поселение              |
| 26 | Кильдюшево           | село    |           | Кильдюшевское сельское поселение         |
| 27 | Киртели              | село    |           | Киртелинское сельское поселение          |
| 28 | Кляшево              | село    | ↗402      | Кляшевское сельское поселение            |
| 29 | Колунец              | село    |           | Нармонское сельское поселение            |
| 30 | Кошки-Новотимбаево   | село    |           | Кошки-Новотимбаевское сельское поселение |
| 31 | Красная Звезда       | деревня |           | Федоровское сельское поселение           |
| 32 | Красная Поляна       | деревня |           | город Тетюши                             |
| 33 | Красное Нечасово     | деревня |           | Федоровское сельское поселение           |
| 34 | Красное Озеро        | деревня |           | Кильдюшевское сельское поселение         |
| 35 | Красные Тарханы      | село    |           | Жуковское сельское поселение             |
| 36 | Красный Восток       | деревня |           | Киртелинское сельское поселение          |
| 37 | Кушкуй               | деревня |           | Нармонское сельское поселение            |
| 38 | Лаптевка             | село    |           | Монастырское сельское поселение          |
| 39 | Льяшево              | село    |           | Льяшевское сельское поселение            |
| 40 | Любимовка            | деревня |           | город Тетюши                             |
| 41 | Максимовка           | деревня |           | Кошки-Новотимбаевское сельское поселение |
| 42 | Малая Турма          | деревня |           | Большетурминское сельское поселение      |
| 43 | Малое Бисярино       | село    |           | Большешемякинское сельское поселение     |
| 44 | Малое Фролово        | деревня |           | Большешемякинское сельское поселение     |
| 45 | Малое Шемякино       | село    |           | Большешемякинское сельское поселение     |
| 46 | Малые Атряси         | село    |           | Большеатрясское сельское поселение       |
| 47 | Мемей                | посёлок |           | Большетарханское сельское поселение      |
| 48 | Монастырское         | село    |           | Монастырское сельское поселение          |
| 49 | Нармонка             | село    |           | Нармонское сельское поселение            |
| 50 | Нижние Тарханы       | село    |           | Большетарханское сельское поселение      |
| 51 | Никифоровка          | деревня |           | Большеатрясское сельское поселение       |
| 52 | Новое Сумароково     | деревня |           | Жуковское сельское поселение             |
| 53 | Пищемар              | посёлок |           | Урюмское сельское поселение              |
| 54 | Победа               | посёлок |           | Большешемякинское сельское поселение     |
| 55 | Починок-Ново-Льяшево | село    |           | Кошки-Новотимбаевское сельское поселение |
| 56 | Пролей-Каша          | село    |           | Урюмское сельское поселение              |
| 57 | Салмановка           | деревня |           | Кошки-Новотимбаевское сельское поселение |
| 58 | Старая Кульметьевка  | деревня |           | Кошки-Новотимбаевское сельское поселение |
| 59 | Сюндюково            | село    |           | Сюндюковское сельское поселение          |
| 60 | Тайба-Таушево        | деревня |           | Кошки-Новотимбаевское сельское поселение |
| 61 | Татарская Беденьга   | село    | ↘323      | Беденьгинское сельское поселение         |
| 62 | Татарский Чикилдым   | деревня |           | Бакрчинское сельское поселение           |
| 63 | Татарское Черепаново | посёлок |           | Бакрчинское сельское поселение           |
| 64 | Тетюши               | город   | ↘10 535   | город Тетюши                             |
| 65 | Тоншерма             | село    | ↘433      | Кляшевское сельское поселение            |
| 66 | Тюкаши               | посёлок |           | Большетарханское сельское поселение      |
| 67 | Удельное Нечасово    | село    |           | Федоровское сельское поселение           |
| 68 | Урюм                 | село    |           | Урюмское сельское поселение              |
| 69 | Утямишево            | село    |           | Бакрчинское сельское поселение           |
| 70 | Федоровка            | село    |           | Федоровское сельское поселение           |
| 71 | Чинчурино            | село    |           | Нармонское сельское поселение            |
| 72 | Чувашский Чикилдым   | деревня |           | Бакрчинское сельское поселение           |
| 73 | Чувашское Черепаново | деревня |           | Бакрчинское сельское поселение           |
| 74 | Чулла                | деревня |           | Большетурминское сельское поселение      |
| 75 | Ямбухтино            | деревня |           | Льяшевское сельское поселение            |

## Экономика

### Современное состояние

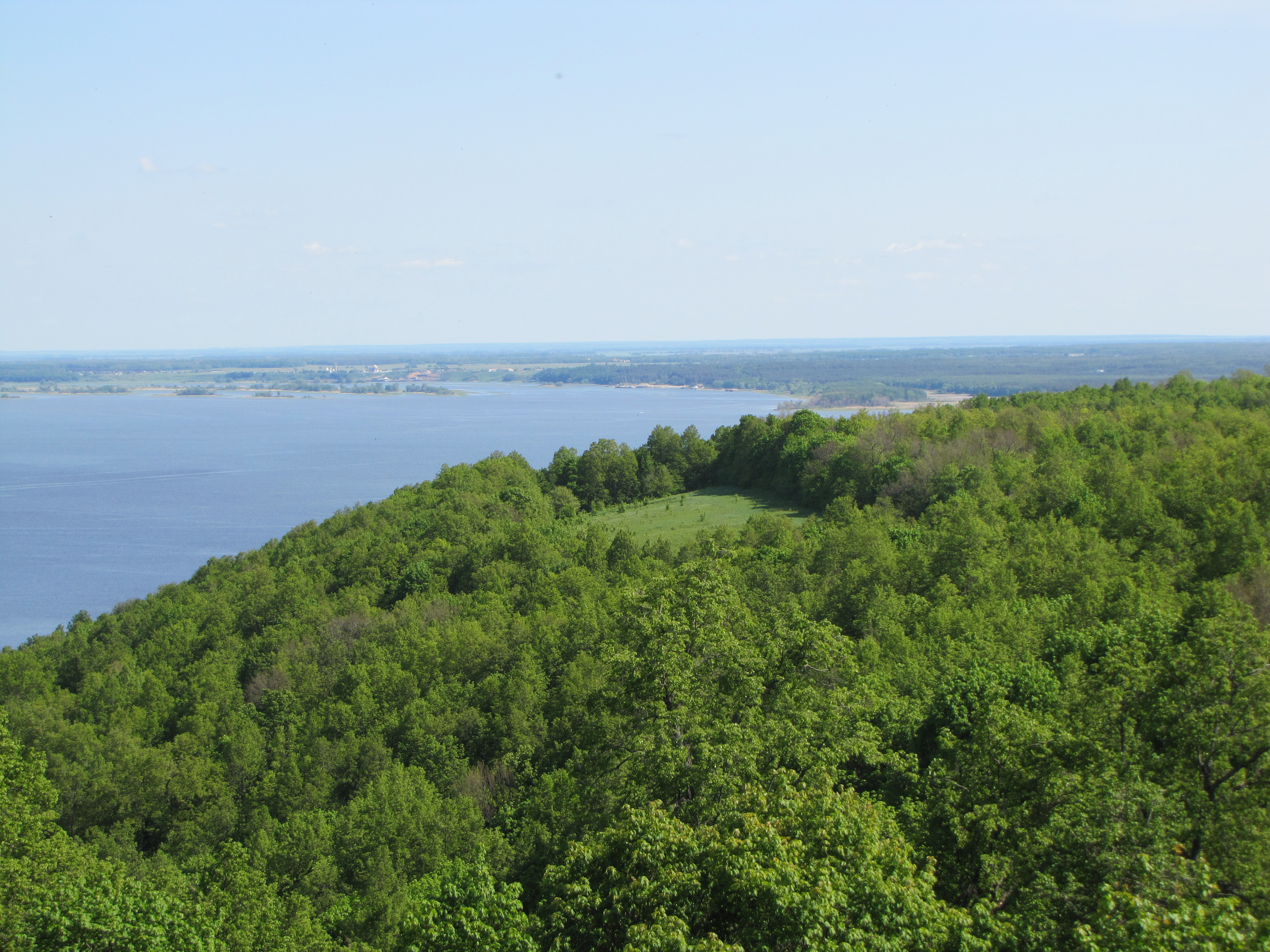
Вид на Куйбышевское водохранилище с холмов природного парка «Долгая Поляна»

За первое полугодие 2020 года инвестиции Тетюшского района в основной капитал составили около 0,5 млн рублей с бюджетными средствами, или 0,3 % от общего вклада. Инвестиции района в основной капитал с исключением бюджетных средств — всего 93 197 рублей, или 4318 рублей на душу населения — один из самых низких показателей среди муниципалитетов Татарстана, несмотря на полного отсутствия крупного промышленного производства. За этот же период времени было отгружено товаров собственного производства на 0,4 млрд рублей при среднем показателе по Татарстану около 2 млрд (для сравнения, этот показатель за весь 2013 год — 92 млн). Основные инвестиции привлекаются в развитие ведущей отрасли экономики региона — сельское хозяйство.
На 2020-й год в регионе действует механический цех Казанского вертолётного завода. В районе создана промышленная площадка «Тетюши» с 9 резидентами — там выпускают минеральную воду «Тарханская», действует небольшой завод по выпуску стеклопакетов «Тетюштехстекло», завод по производству полиэтиленовых труб.
Ранее в Тетюшском районе функционировали и другие крупные предприятия, такие как комбикормовый завод, молочный комбинат, мясокомбинат, совхоз «Садовод», которые закрылись в 2000-х из-за тяжелого финансового положения. В настоящее время к наиболее крупным предприятиям региона относят «Тетюши-Водоканал», «Тетюшское предприятие тепловых сетей», Тетюшское районное потребительское общество, «Тетюшская типография», «Тетюшская швейная фабрика», «СтройИнвест», «Газтехмонтаж», «Тетюшское лесничество».
Основные инвестиции привлекаются в развитие ведущей отрасли экономики региона — сельского хозяйства, доля которого 52 % в структуре ВТП. Площадь сельхозугодий составляет 96,7 тыс. га, из них площадь пашни — 83 тыс. га. Основными отраслями сельского хозяйства являются, производство зерновых и кормовых культур, выращивание сахарной свеклы и мясное и молочное животноводство. На землях с/х-назначения работают около 50 сельхозформирований разных форм собственности (14 сельхприятий и 35 КФХ). Наиболее крупными предприятиями являются «Стелз АгроТ», агрофирмы «Колос» (имеет государственный сортоиспытательный участок) и «Нур». С 2014 по 2018 год сельхозформирования приобрели 57 тракторов, 32 зерноуборочных комбайна, 10 кормоуборочных, 3 свеклоуборочных, 2 свеклопогрузчика и 10 посевных комплексов на общую сумму 850 млн рублей. За этот же период капитально отремонтировали и реконструировали 38 коровников, 6 ремонтных мастерских, 6 зернохранилищ, возведён зерносушильный комплекс и 19 траншей. В том же году число крупного рогатого скота в регионе составило 15 675, было произведено 14 407,3 тонн молока.

### Транспорт
В районе проходит автодорога «Тетюши — Ундоры — Сюндюково», «Тетюши — Камское Устье», 16К-0369 «Тетюши — Апастово» (на Казань), 16К-0622 «Тетюши — Буинск», 16К-1512 «Тетюши — Большие Тарханы — Ульяновск». На северо-западе района проходит небольшой участок автодороги Р-241 «Казань — Буинск — Ульяновск».
Железных дорог в районе нет. В 35 км от Тетюши расположен крупный железнодорожный узел — станция «Буа», с которой Тетюши соединены автодорогой. В Тетюшах действует пристань, в состав которой также входит грузовой порт и причал для приёма пассажирских речных судов.

## Экология
На территории района расположено Максимовское месторождение светложгущихся глин объёмом более 15 млн м³. Васильевский карьер обладает запасами известняка в промышленных объёмах. В Сюндюковском карьере ведётся открытая добыча фосфоритов. В северной части района имеются разведанные запасы нефти. На берегу Волги расположены источники природной минеральной воды по своему составу аналогичной воде «Нафтуся» (Трускавец). В селе Большие Тарханы есть лечебно-столовые минеральные источники питьевой воды. Кабмин Татарстана признал территорию лечебно-озоровительной местностью регионального значения, а минеральную воду «Тарханская-3» включили в ГОСТ лечебных вод в Ундоровского типа.
| - Овражно-балочная система Каменная - Дом Крупина в Тетюшах - Городской праздник - Тетюши |

## Социальная сфера

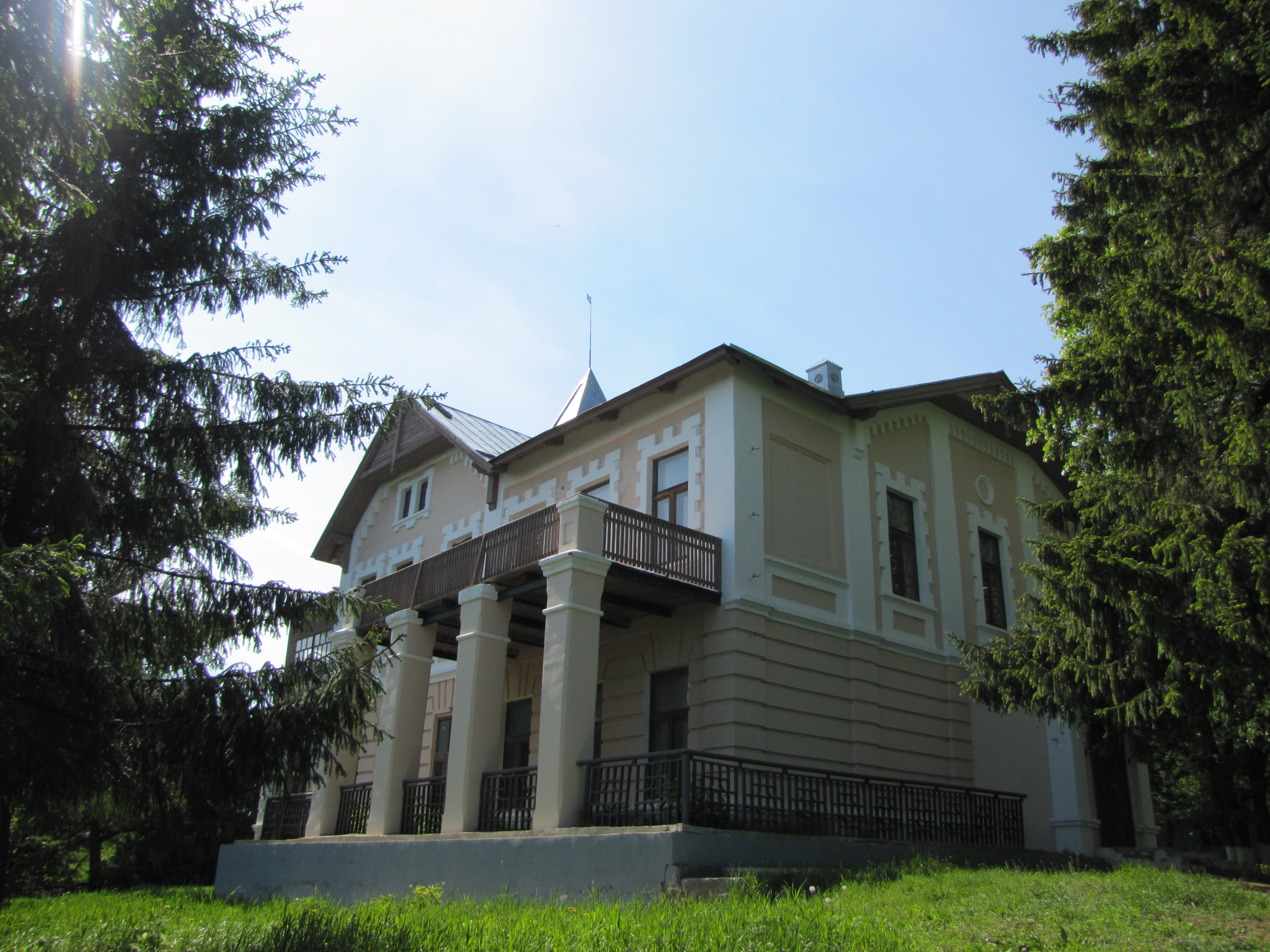
Дом-усадьба Молостовых в природном парке Долгая Поляна

В Тетюшском районе образовательная сфера представлена 26 общеобразовательными и 17 дошкольными учреждениями, из них 9 школ обучает на татарском, 7 — на чувашском, 1 — на мордовском языке. Профессиональное образование включает Тетюшский сельскохозяйственный техникум и Тетюшский государственный колледж гражданской защиты, а на базе колледжа гражданской защиты создан Ресурсный центр подготовки кадров для структуры МЧС. В спортивной сфере порядка 120 объектов, на базе которых с 1961 года действует Республиканская специализированная детско-юношеская спортивная школа олимпийского резерва по стендовой стрельбе. Централизованная клубная система включает работает Дом культуры и 45 сельских филиалов, культурно-развлекательный центр, 36 сельских филиалов Центральной библиотечной системы.
В районе находятся около 200 объектов культурного наследия и около ста археологических памятников, начиная от каменного века до позднего золотоордынского периода времён Казанского ханства. У села Большие Тарханы было обнаружено самое крупное поселение первого тысячелетия нашей эры. Также в районе нашли остатки крупных городов Волжской Булгарии — Ошеля и Хулаша. На месте села Большие Атряси располагался другой крупный город — Тысячедомный Шунгат. Начиная с XIX века в районе неоднократно находили клады, содержащие такие редкие археологические находки, как 13,4 тысяч золотоордынских монет, болгарские и золотоордынские изделия, золотой перстень с надписью «Султан Махмудан», золотые диски султана и другие. В деревне Ямбухтино сохранился храм 1741 года постройки.
В районе действует историко-архитектурный и природный парк «Долгая Поляна», в состав которой входит построенная усадьба графа Молоствова — одна из немногих сохранившихся в изначальном виде сельских дворянских усадеб на территории бывшей Казанской губернии. Также в Тетюшском районе находится дикий природный парк «Щучьи горы» с озером Лабай. В парке установлена смотровая башня, парк принимает мероприятия исторических реконструкторов. С 2014 года в регионе проводится мордовский фестиваль «Валда Шинясь».
В районе отреставрированном доме купца Серебрякова открыт Музей истории Тетюшского края, открытый в 1920-м. С 2018 года в районе действует единственный в стране музей рыболовства, перед которым установлен памятник 960-килограммовой белуге, которую поймали на территории района в 1921 году. В экспозиции музея представлено и жилище рыбака, и история разных практик осуществления ловли рыбы.

### Комментарии
1. ↑  Большетарханский район был образован 4 августа 1938 года, его земли до 1920 года относились к Симбирскому уезду Симбирской губернии и частично Тетюшскому уезду Казанской губернии, а с 1920 по 1927 годы территория входила в Буинский и Тетюшский кантоны ТАСС, с 1927 по 1930 годы — только в Буинский, после административной реформы Татарстана, когда кантоны заменили районами, территория с 1930 по 1938 годы была в Тетюшском и Будённовском районах, Большетарханский район просуществовал до 1959 года.